# TMEM88B
TMEM88B (англ. Transmembrane protein 88B) – білок, який кодується однойменним геном, розташованим у людей на 1-й хромосомі. Довжина поліпептидного ланцюга білка становить 163 амінокислот, а молекулярна маса — 17 097.
| 10         |  | 20         |  | 30         |  | 40         |  | 50         |
| ---------- |  | ---------- |  | ---------- |  | ---------- |  | ---------- |
| MSEQGRETEE |  | EEGGGGASDT |  | APMLPRGPPD |  | HQASALTCPG |  | WSGPPLLPGR |
| LLAGLLLHLL |  | LPAAAFLLVL |  | LPAAAVVYLG |  | FLCHSRVHPA |  | PGPRCRALFS |
| DRGSAALIVF |  | GLLSLPPLLV |  | LASAVRARLA |  | RRLRPLLPPP |  | AGTPGPRRPP |
| GRPDEDEQLC |  | AWV        |  |            |  |            |  |            |

A: Аланін

C: Цистеїн

D: Аспарагінова кислота

E: Глутамінова кислота

F: Фенілаланін

G: Гліцин

H: Гістидин

I: Ізолейцин

L: Лейцин

M: Метіонін

P: Пролін

Q: Глутамін

R: Аргінін

S: Серин

T: Треонін

V: Валін

W: Триптофан

Локалізований у мембрані.